# Cheny (Yonne)
Cheny település Franciaországban, Yonne megyében. Lakosainak száma 2231 fő (2022. január 1.). Cheny Migennes, Bonnard, Beaumont, Bassou, Charmoy és Ormoy községekkel határos.

## Népesség
A település népességének változása:
| Lakosok száma | 2440 | 2485 | 2538 | 2487 | 2424 | 2356 | 2287 | 2265 | 2231 |
|               | 2013 | 2015 | 2016 | 2017 | 2018 | 2019 | 2020 | 2021 | 2022 |